# Canis edwardii
Canis edwardii è una specie estinta di Canis che era molto diffusa nella maggior parte del Nord America dal Miocene al Pleistocene per circa 2 milioni di anni.

## Descrizione
Canis edwardii fu uno dei membri del genere Canis più grandi che sia mai esistito; si differenziava da altre specie del genere soprattutto per la particolare forma del cranio e per alcune proporzioni dei denti. Legendre e Roth, sulla base di un dente fossile, hanno ipotizzato che questo canide estinto pesasse 35 kg; un altro campione invece smentisce questa ipotesi, lasciando un dubbio su quanti kg di massa corporea potesse pesare questo animale. Sempre per via del suo aspetto simile a quello del suo discendente moderno, è stato molto spesso scambiato per nuovi esemplari di altre specie di Canis estinti come Canis dirus.  Dalla TAC eseguita dai suoi fossili è stato confermato che Canis edwardii è una specie a sé stante.

## Nella cultura di massa
Canis edwardii è stato protagonista di serie tv come Mega Beasts ed Prehistoric Predators apparendo come predatore principale insieme a Titanis e allo smilodonte.